# Ashton (Południowa Afryka)
Ashton - miasto w Republice Południowej Afryki, położone w Prowincji Przylądkowej Zachodniej, w dystrykcie Cape Winelands, w gminie Langeberg której jest siedzibą administracyjną.